# مارتا جاستيني
مارتا جاستيني (بالإيطالية: Marta Gastini)‏ هي ممثلة إيطالية، ولدت في 2 أكتوبر 1989 في إيطاليا.

## أعمال

### أفلام
- (2011) ذي ريتي[5]

## وصلات خارجية
- مارتا جاستيني على موقع IMDb (الإنجليزية)
- مارتا جاستيني على موقع ألو سيني (الفرنسية)
- مارتا جاستيني على موقع أول موفي (الإنجليزية)
- مارتا جاستيني على موقع قاعدة بيانات الأفلام السويدية (السويدية)
- مارتا جاستيني على موقع قاعدة بيانات الفيلم (الإنجليزية)
- مارتا جاستيني على موقع كينوبويسك (الروسية)